# 삼표그룹
삼표그룹은 대한민국의 건자재 제조 기업집단이다.
1966년 삼강운수로 설립되었고, 1974년 ㈜삼표산업으로 상호를 변경하였다.

## 상습 불법 행위

### 풍납토성 부지에 콘크리트 불법 매립
삼표산업㈜(2004년 ㈜삼표로 상호 변경)는 1963년 문화재로 지정된 부지인 풍납토성 서성벽 일대에 1979∼1980년 사이에 공장과 컨베이어벨트를 설치하였고, 1천500t에 이르는 폐콘크리트 덩어리를 불법 매립(문화재보호법위반)하였다.
2018년 1월 18일 서울특별시 송파구는 풍납토성 서성벽 발굴 현장에서 이를 발견하였고, 경찰에 국가지정문화재 훼손으로 수사를 의뢰하였다.
서울송파경찰서는 국토지리정보원의 항공사진을 검토하여 그 자리에 공장을 운영한 것은 삼표 밖에 없다는 점으로 미뤄 콘크리트 설치 주체를 삼표(2013년 ㈜삼표산업으로 분리)로 추정했으며, "공장을 설치하고 컨베이어벨트를 설치하면서 콘크리트 구조물을 다졌을 것으로 추정된다"는 삼표 관계자의 진술을 확보하였으나, 공소시효 만료로 내사 종결하였다.

### 농경지에 폐기물 불법 매립
㈜삼표는 2010년과 2011년 농경지에 대량의 폐기물을 불법으로 매립하였고 수원지방검찰청에 적발되었다.

### 경쟁사 영업비밀 갈취
2013년 말 ㈜삼표는 경쟁사 영업비밀을 빼돌렸고, 이에 검찰 수사를 받았다.

### 경기도 일대 슬러지 불법 매립
㈜삼표는 2010년 5월부터 2013년 7월까지 터파기 현장 등에서 채취한 돌덩어리를 자갈과 모래로 생산하는 과정에서 발생한 폐기물 '무기성 오니(일명 슬러지)'를 운반업체 5곳을 이용해 경기도 광주·용인·안성시 일대 상수원 보호구역 농경지 등에 불법 매립(폐기물관리법위반)하였고, 이로 인해 73억 원 상당의 부당이득을 취하였다.
2014년 1월 7일 경기지방경찰청 지능범죄수사대는 폐기물관리법 위반 등의 혐의로 삼표그룹 계열사인 ㈜삼표 사업소장 김모씨와 운반업체 대표 홍모씨 등 5명에 대해 구속영장을 신청했다.

### 포천에 수십만 톤 슬러지 불법 매립
㈜삼표는 2009년부터 2013년 10월까지 자갈이나 모래를 생산할 때 나오는 사업장 폐기물인 무기성 오니(슬러지)를 최대 수십만 톤 불법 매립하였다(㈜삼표산업 설립 이후부터는 삼표산업이 행함). 삼표산업은 처리 비용을 아끼기 위하여 이를 불법 매립하였고, 2013년 10월부터 포천시청이 의정부지방검찰청의 수사 지휘를 받으며 조사를 벌였다.

## 계열사
- 삼표산업
- 엔알씨
- 삼표피앤씨
- 삼표레일웨이
- 팬트랙
- 홍명산업
- 삼표자원개발
- 삼표해운
- 삼표시멘트